# Kamiła Walijewa
Kamiła Walerjewna Walijewa, ros. Ками́ла Вале́рьевна Вали́ева (ur. 26 kwietnia 2006 w Kazaniu) – rosyjska łyżwiarka figurowa startująca w konkurencji solistek, mistrzyni świata juniorów (2020), zwyciężczyni finału Junior Grand Prix (2019), zwyciężczyni zawodów z cyklu Grand Prix i Challenger Series, mistrzyni Rosji juniorów (2020).
W wieku 13 lat, w jej pierwszym oficjalnym sezonie występów na arenie międzynarodowej, podczas zawodów Junior Grand Prix 2019 we Francji wykonała poczwórnego toe-loopa, zostając przy tym samym drugą kobietą w historii (po Aleksandrze Trusowej), która tego dokonała.
9 lutego 2022 roku, dwa dni po zakończeniu zmagań drużynowych na Zimowych Igrzyskach Olimpijskich 2022 w których wygrał Rosyjski Komitet Olimpijski, ogłoszono, że podczas testów antydopingowych przeprowadzonych w trakcie mistrzostw Rosji w dniu 25 grudnia 2021 roku (w których Walijewa zajęła pierwsze miejsce) wykryto u niej substancję niedozwoloną (trimetazydynę). Sytuacja skomplikowała się prawnie, gdyż według Światowej Agencji Antydopingowej 15-letnia Walijewa była chroniona prawnie i jako osoba, która nie ukończyła 16. roku życia nie mogła być sądzona jako winna złamania zasad antydopingowych. Ceremonia wręczenia medali w zawodach drużynowych nie odbyła się. 
29 stycznia 2024 roku uznano ją za winną naruszenia zasad antydopingowych i ogłoszono jej czteroletnie zawieszenie do 25 grudnia 2025 roku. Wszystkie jej osiągnięcia od 25 grudnia 2021 roku zostały anulowane. Walijewa została zdyskwalifikowana w zawodach Zimowych Igrzysk Olimpijskich 2022 (przez co reprezentacja Rosji straciła złoty medal w zawodach drużynowych), mistrzostwach Europy 2022 (straciła tytuł mistrzyni Europy) i mistrzostwach Rosji 2021/22 (straciła tytuł mistrzyni Rosji seniorów).

## Osiągnięcia
| Zawody                                | 18–19          | 19–20          | 20–21          | 21–22          |                |                |                |                |                |                |                |                |                |                |                |                |                |
| Międzynarodowe                        | Międzynarodowe | Międzynarodowe | Międzynarodowe | Międzynarodowe | Międzynarodowe | Międzynarodowe | Międzynarodowe | Międzynarodowe | Międzynarodowe | Międzynarodowe | Międzynarodowe | Międzynarodowe | Międzynarodowe | Międzynarodowe | Międzynarodowe | Międzynarodowe | Międzynarodowe |
| ------------------------------------- | -------------- | -------------- | -------------- | -------------- | -------------- | -------------- | -------------- | -------------- | -------------- | -------------- | -------------- | -------------- | -------------- | -------------- | -------------- | -------------- | -------------- |
| Zimowe igrzyska olimpijskie           |                |                |                | 1              |                |                |                |                |                |                |                |                |                |                |                |                |                |
| Mistrzostwa Europy                    |                |                |                | DSQ            |                |                |                |                |                |                |                |                |                |                |                |                |                |
| GP Finał Grand Prix                   |                |                |                | C              |                |                |                |                |                |                |                |                |                |                |                |                |                |
| GP Rostelecom Cup                     |                |                |                | 1              |                |                |                |                |                |                |                |                |                |                |                |                |                |
| GP Skate Canada International         |                |                |                | 1              |                |                |                |                |                |                |                |                |                |                |                |                |                |
| CS Finlandia Trophy                   |                |                |                | 1              |                |                |                |                |                |                |                |                |                |                |                |                |                |
| Międzynarodowe: Kategorie młodzieżowe |                |                |                |                |                |                |                |                |                |                |                |                |                |                |                |                |                |
| Mistrzostwa świata juniorów           |                | 1              |                |                |                |                |                |                |                |                |                |                |                |                |                |                |                |
| JGP Finał                             |                | 1              |                |                |                |                |                |                |                |                |                |                |                |                |                |                |                |
| JGP we Francji                        |                | 1              |                |                |                |                |                |                |                |                |                |                |                |                |                |                |                |
| JGP w Rosji                           |                | 1              |                |                |                |                |                |                |                |                |                |                |                |                |                |                |                |
| Zawody drużynowe                      |                |                |                |                |                |                |                |                |                |                |                |                |                |                |                |                |                |
| Zimowe igrzyska olimpijskie           |                |                |                | DSQ            |                |                |                |                |                |                |                |                |                |                |                |                |                |
| Krajowe                               |                |                |                |                |                |                |                |                |                |                |                |                |                |                |                |                |                |
| Mistrzostwa Rosji                     |                |                | 2              | DSQ            |                |                |                |                |                |                |                |                |                |                |                |                |                |
| Mistrzostwa Rosji juniorów            | WD             | 1              |                |                |                |                |                |                |                |                |                |                |                |                |                |                |                |
| Młodzieżowe mistrzostwa Rosji         | 1              |                |                |                |                |                |                |                |                |                |                |                |                |                |                |                |                |

## Rekordy świata
| Kat.                                 | Data                            | Punkty                          | Zawody                           | Uwagi                                                                           |
| Rekordy w nocie łącznej (GOE±5)      | Rekordy w nocie łącznej (GOE±5) | Rekordy w nocie łącznej (GOE±5) | Rekordy w nocie łącznej (GOE±5)  | Rekordy w nocie łącznej (GOE±5)                                                 |
| ------------------------------------ | ------------------------------- | ------------------------------- | -------------------------------- | ------------------------------------------------------------------------------- |
| WR                                   | 27 listopada 2021               | 272,71                          | Rostelecom Cup 2021              |                                                                                 |
| WR                                   | 30 października 2021            | 265,08                          | Skate Canada International 2021  | Rekord pobity przez nią samą o 7,63 pkt                                         |
| WR                                   | 10 października 2021            | 249,24                          | Finlandia Trophy 2021            | Rekord pobity przez nią samą o 15,84 pkt                                        |
| JWR                                  | 7 marca 2020                    | 227,30                          | Mistrzostwa świata juniorów 2020 | Rekord pobity o 5,78 pkt. przez Sofję Akatjewą podczas zawodów JGP w Rosji 2021 |
| Rekordy w programie dowolnym (GOE±5) |                                 |                                 |                                  |                                                                                 |
| WR                                   | 27 listopada 2021               | 185,29                          | Rostelecom Cup 2021              |                                                                                 |
| WR                                   | 30 października 2021            | 180,89                          | Skate Canada International 2021  | Rekord pobity przez nią samą o 4,40 pkt                                         |
| WR                                   | 10 października 2021            | 174,31                          | Finlandia Trophy 2021            | Rekord pobity przez nią samą o 6,58 pkt                                         |
| JWR                                  | 7 marca 2020                    | 152,38                          | Mistrzostwa świata juniorów 2020 | Rekord pobity o 4,81 pkt. przez Sofję Akatjewą podczas zawodów JGP w Rosji 2021 |
| Rekordy w programie krótkim (GOE±5)  |                                 |                                 |                                  |                                                                                 |
| WR                                   | 13 stycznia 2022                | 90,45                           | Mistrzostwa Europy 2022          | Decyzją CAS rekord ten został unieważniony.                                     |
| WR                                   | 28 listopada 2021               | 87,42                           | Rostelecom Cup 2021              | Rekord pobity przez nią samą o 3,03 pkt                                         |